# 安傑洛·塞基

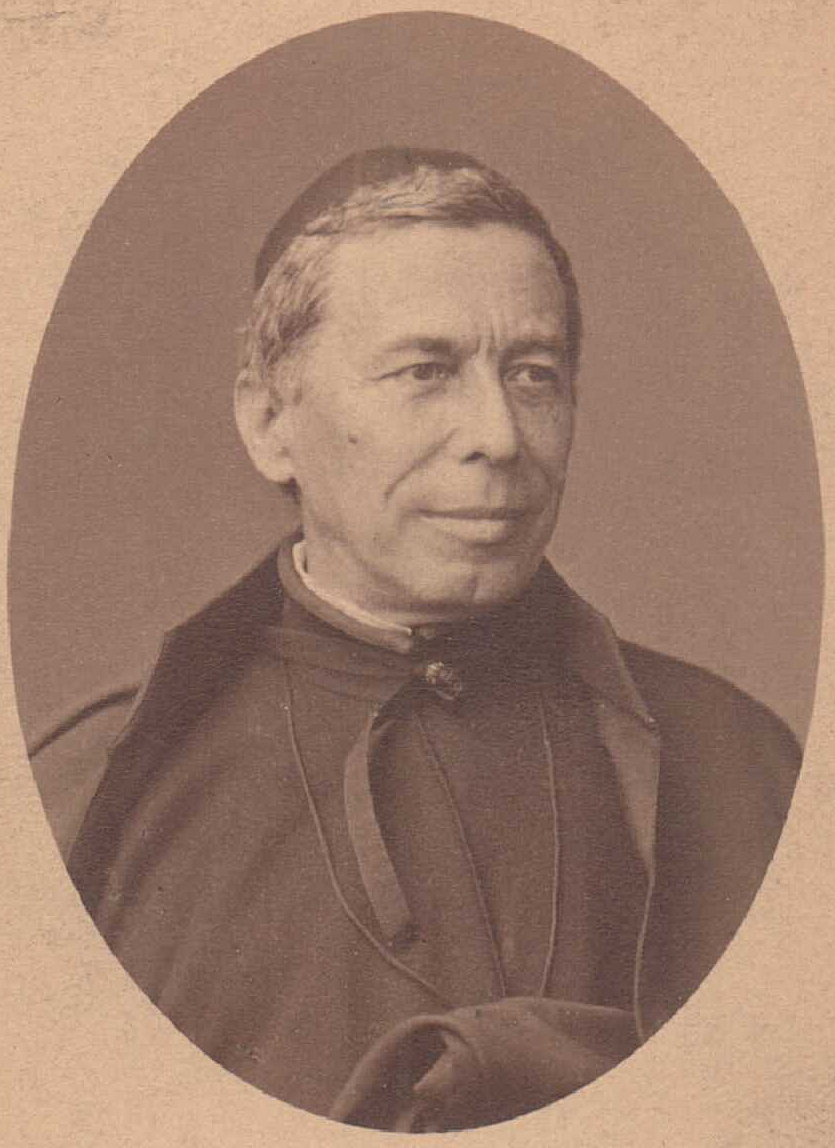
彼得羅·安傑洛·塞基

彼得羅·安傑洛·塞基（義大利語：Pietro Angelo Secchi；1818年6月29日—1878年2月26日）是義大利天文學家。

## 生平
出生於意大利雷久艾密利亞的塞基神父晚年居住在羅馬，於1878年逝世。
他與約瑟夫·夫朗和斐同是恆星分類與天體光譜學的先驅。塞基16歲時，加入了耶穌會，32歲時成為梵蒂岡天文台的主任。經由他對太陽的觀測，發現了太陽的針狀體，他也發現了一顆塞基彗星（C/1853 E1）。
在1858年，他描繪了一幅早期的火星地圖，并將大三角稱為亞特蘭提斯溝，因此他期望斯基亞帕雷利也能使用“canali”（沟）這個名稱，但是塞基眼中的溝與斯基亞帕雷利和羅威爾筆直的火星運河是不同的。
塞基在晚年顯著的重要成就主要在氣象學，這些都是它的摯友，著名的水文學家、氣象學家、作者、海洋學家和天文學家，美國海軍天文台前身的國家天文台第一任所長馬修·芳田·莫里司令官教導的。塞基於1848和49年與來自羅馬的耶穌會士在華盛頓避難，在這兩年中他遇到了馬修·芳田·莫里，並受教於他。
由於這段情誼，經由塞基的媒介，義大利是最早受惠於美國劃時代發現上的國家，在海上的氣象和導航上得到難以估計的利益。
晚年的塞基，很用心的維繫這段情誼：“做為我們相互的友誼”，他的工作，Sui recenti progressi della Meteorologia（羅馬，1861）和莫里於1873年過世時，塞基給了一篇不朽、溫暖且感人的紀念訃文。
在月球和火星都有以塞基為名的坑洞用來紀念他。塞基也發展出一套稱為塞基盤的海洋學儀器。

## 天文工作
塞基神父在天文學的許多領域內都有貢獻。

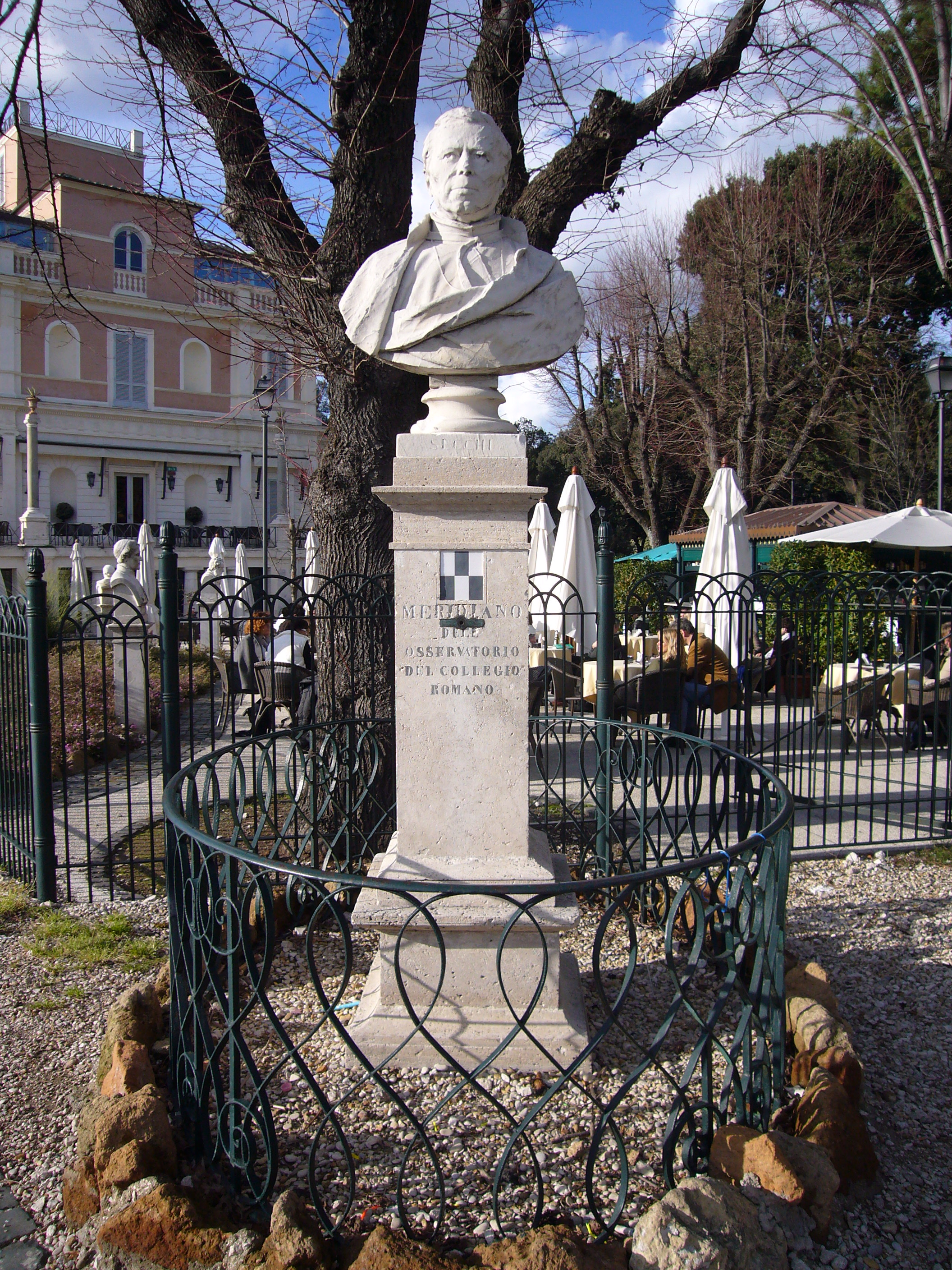

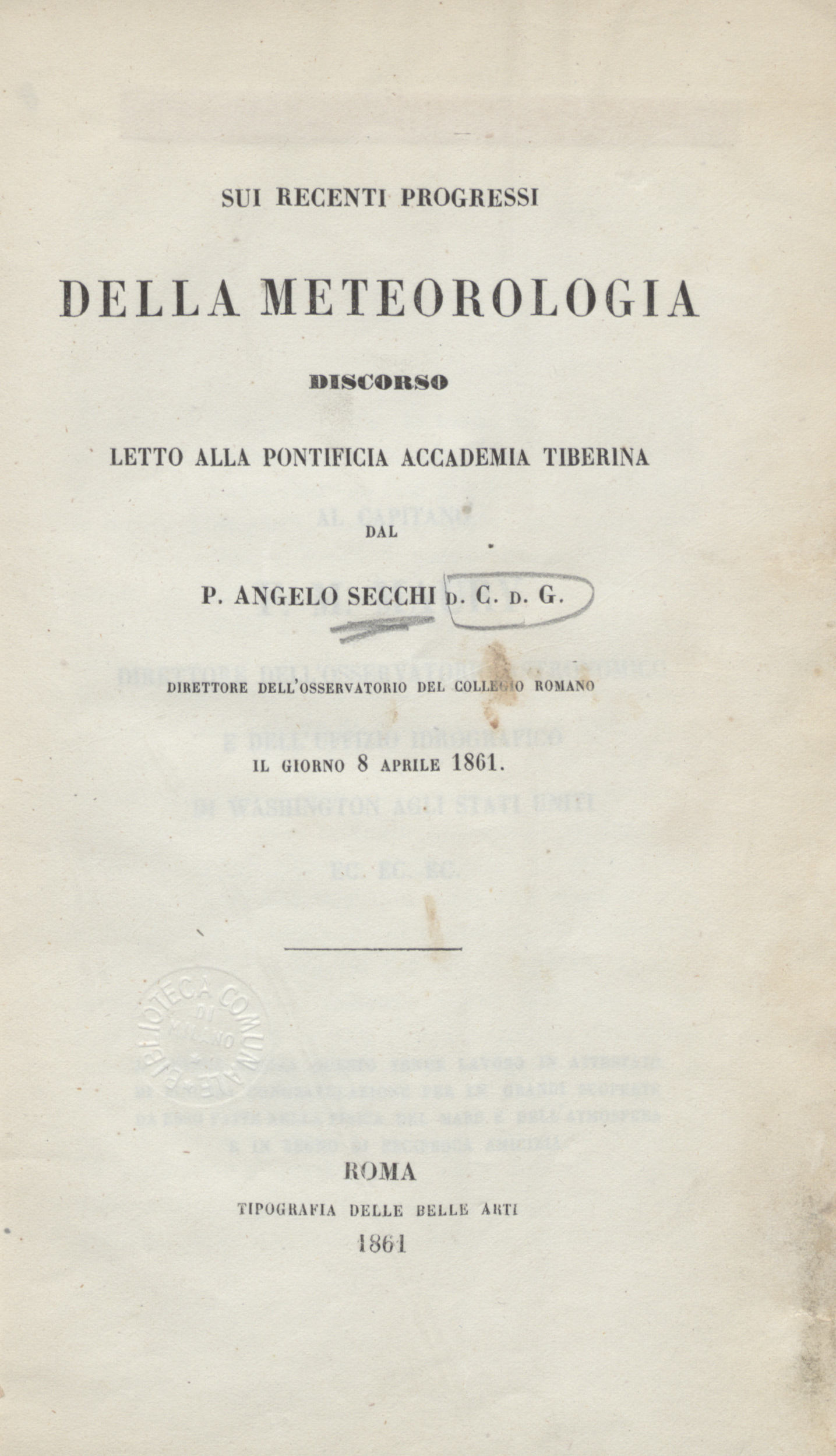
Sui recenti progressi della meteorologia (1861)

- 他修訂與擴充了斯特鲁维的雙星目錄，收錄了超過10,000顆的聯星。
- 他發現3顆彗星，包括塞基彗星。
- 他繪製了月球哥白尼坑的精確地圖。
- 他繪製了第一批火星的彩色插圖，並且指出義大利文的"canali"是行星表面上的溝槽[2]。塞基神父對太陽特別感興趣，他在職業生涯中不斷的觀測太陽。
- 他觀測和做出太陽爆發和太陽黑子的圖，並且編制和記錄了太陽黑子的活動。
- 在1860年和1870年，他組織了日食觀測隊。
- 他證明在日食時觀測到的日冕和日珥是太陽的一部分，不是日食造成的現象。
- 他發現太陽的針狀體。

然而，他感興趣的主要領域是天體光譜學。他發明了太陽攝譜儀、恆星攝譜儀和望遠鏡攝譜儀。他指出在太陽光譜中的一些吸收線是地球大氣層的吸收造成。
從1863年開始，他收集恆星的光譜，累積了大約4,000顆的恆星圖譜。經由分析這些資料，他發現恆星的類型和子類型的數量是有限的，可以將其依照光譜的不同而加以區分。從這一個概念，他發展出有系統的恆星分類：五種塞基分類。雖然他的系統被哈佛分類取代，他仍然是恆星分類原則，即天文物理基本元素的發現者。他辨認出在一些恆星光譜中的碳和基的分子譜帶，使他發現了碳星，並成為他的分類中的一種。

## 其他科学技术工作
塞奇活跃于海洋学、气象学和物理学以及天文学领域。
他发明了塞氏盘，用于测量海洋、湖泊和养鱼场的水透明度。他研究了罗马的气候，发明了“气象仪”，方便记录几类天气数据。他还研究了极光、闪电的影响和冰雹的成因。他组织了对地球磁场的系统监测，并于 1858 年在罗马建立了一个磁力观测站。
塞奇还为教皇政府执行了相关的技术工作，例如监督日晷的安装以及市政供水系统的维修或安装。1854-1855 年，他监督了对罗马阿皮亚大道的精确测量。这项测量后来用于意大利的地形测绘。他监督了教皇国港口 灯塔的建造。1858 年，他前往法国和德国采购必要的投影镜头。

## 外部連結
- Angelo Secchi, S.J.
- Angelo Secchi（页面存档备份，存于） - the Catholic Encyclopedia